# Thorectes chalconotus
Thorectes chalconotus là một loài bọ cánh cứng trong họ Geotrupidae. Loài này được miêu tả khoa học năm 1840 bởi Chevrolat.